# Arcadie (album)
Pour les articles homonymes, voir Arcadie (homonymie).
 (mars 2017).
Si vous disposez d'ouvrages ou d'articles de référence ou si vous connaissez des sites web de qualité traitant du thème abordé ici, merci de compléter l'article en donnant les références utiles à sa vérifiabilité et en les liant à la section « Notes et références ».
Albums de Archimède
Trafalgar
(2011) Méhari
(2017)
Singles
1. Julia
Sortie : 31 mars 2014
2. Ça fly away[3]
Sortie : septembre 2014

Arcadie est le troisième album du groupe français de rock Archimède, sorti le 16 juin 2014.

## Liste des titres
| 1.    | Allons enfants              | 3:14 |
| 2.    | Julia                       | 3:42 |
| 3.    | Toi qui peines au bureau    | 3:23 |
| 4.    | L'Amour à perpète           | 2:30 |
| 5.    | Dis-le nous                 | 3:17 |
| 6.    | Ça fly away                 | 4:44 |
| 7.    | Les Indociles               | 2:51 |
| 8.    | Au marché des Amandiers     | 4:07 |
| 9.    | Les Winners et les Branques | 3:40 |
| 10.   | Oh viens ma chérie          | 3:38 |
| 11.   | Le Grand Jour               | 5:06 |
| 40:13 |                             |      |

## Crédits
- Paroles : Nicolas Boisnard
- Musiques : Frédéric Boisnard, sauf Toi qui peines au bureau, Ça fly away et Au marché des amandiers par Frédéric Boisnard et Nicolas Boisnard

### Membres du groupe
- Nicolas Boisnard : chant
- Frédéric Boisnard : guitare
- Ludovic Bruni : basse, guitare
- Vincent Taeger : batterie
- Vincent Taurelle : claviers